# Petsjorapieper
De petsjorapieper  (Anthus gustavi) is een soort zangvogel uit de familie piepers en kwikstaarten van het geslacht Anthus.

## Kenmerken
Het verenkleed is sterk bruingroen gestreept. Op de rug lopen twee lichte, gevlekte strepen. De helder roze poten hebben een gelige glans.

## Verspreiding en leefgebied
Deze soort komt voor in de toendra van noordelijk Azië, oostwaarts van Rusland. Hij dwaalt zelden af van dichte begroeiing. Overwinteren doet de vogel in Indonesië.
De soort telt twee ondersoorten:
- A. g. gustavi: van noordwestelijk Rusland tot Kamtsjatka en de Komandorski-eilanden.
- A. g. menzbieri: zuidoostelijk Siberië en noordoostelijk China.